# Доисторический Кипр

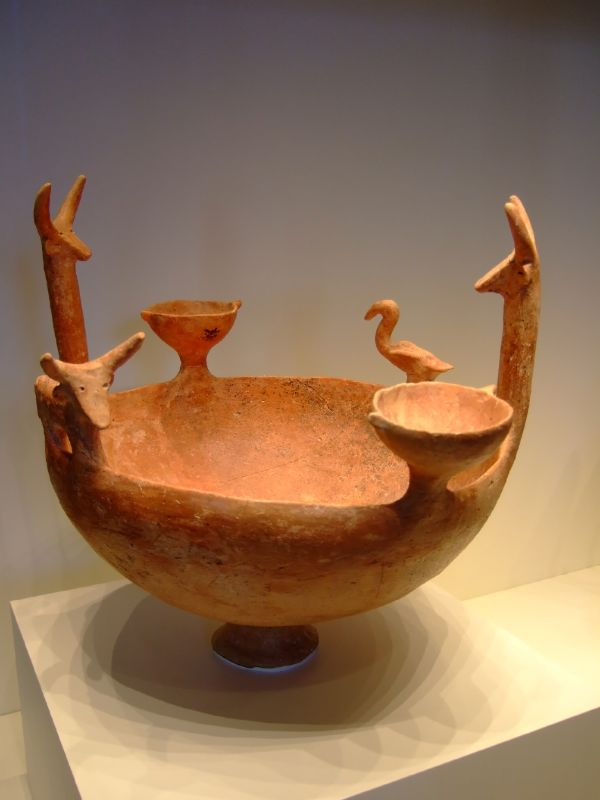
Красная лощёная керамика из Кипра, 2300—1900 до н. э. Музей Гетти

Доисторический период в истории Кипра охватывает временной отрезок с примерно 10000 г. до н. э. по 800 г. до н. э., когда Кипр впервые упоминается в римских источниках. Хотя собственная письменность на Кипре возникает ещё во 2 тыс. до н. э., памятники этого периода до сих пор не дешифрованы.

## Эпипалеолит
В эпоху палеолита на Кипре ещё отсутствовали люди, благодаря чему в тот период на острове ещё существовали многочисленные карликовые виды животных, такие как кипрский карликовый слон (Elephas cypriotes) и кипрский карликовый гиппопотам (Hippopotamus minor) вплоть до голоцена. Предполагается, что животные попали на Кипр вплавь, либо в ту эпоху, когда остров ещё был соединён с материком. Некоторые археологи пытались связать эту фауну с артефактами эпипалеолитических охотников-собирателей, найденными близ Аэтокремноса у Лимасола на южном побережье Кипра. Исчезновение карликовых животных было связано с прибытием на Кипр первых Homo sapiens, о чём можно судить по кучам обожжённых костей в пещерах на юге острова. Эпипалеолитические находки на острове немногочисленны, однако прибытие людей оказало существенное влияние на ландшафт острова.

## Неолит

### Докерамический неолит B
Первое бесспорное поселение людей относится к фазе докерамического неолита B примерно в 10-9 тыс. до н. э. Первые поселенцы уже занимались земледелием, но ещё не освоили гончарное мастерство. С собой они привезли таких животных, как собака, овца, коза, возможно, также коров и свиней, а также многочисленных диких животных, таких, как лиса и месопотамская лань (Dama mesopotamica), ранее неизвестных на острове. Поселенцы докерамического неолита B строили круглые дома, где пол изготавливался из терраццо из обожжённой извести (примеры: Кастрос, Шиллурокамбос, Тента). Они культивировали однозернянку и эммер, разводили свиней, овец, коз и крупный рогатый скот, хотя животные морфологически ещё были неотличимы от своих диких собратьев. При этом следы разведения скота (Шиллурокамбос) достаточно редки, и когда эти животные исчезли в 8 тыс. до нашей эры, то новые домашние животные появились лишь в раннем бронзовом веке. Древнейшее поселение оседлых людей обнаружено археологами в южной части Кипра в пределах населенного пункта Климунас близ Лимасола. Остовы зданий были сооружены 10,5 — 11,5 тыс. лет назад.
В 6 тысячелетии до н. э. на Кипре возникает докерамическая неолитическая культура Хирокития (Неолит I), для которой были характерны круглые дома (толосы), каменные сосуды. Их хозяйство основывалось на разведении овец, коз и свиней. Мужчины этих неолитических поселений занимались земледелием, охотой, животноводством и изготовлением каменных орудий, тогда как те, кто оставался дома (в основном женщины) занимались ткачеством и шитьём одежды, а также, возможно, и другой деятельностью.
Каменные орудия — наиболее индивидуальная особенность докерамической культуры Кипра. В ходе раскопок обнаружены многочисленные каменные сосуды из серого андезита. Фундамент домов состоял из гальки, а прочая часть здания была глинобитной. Иногда несколько круглых домов объединялись в комплекс. Диаметр некоторых из круглых домов составлял до 10 метров. Погребения в виде трупоположения совершались внутри домов.
Колодцы для воды, обнаруженные археологами на западе Кипра, как предполагаются, относятся к старейшим известным на земле и датируются 9000 — 10500 лет назад.
Остатки растений указывают на то, что в те времена на Кипре культивировались злаки, чечевица, бобы, горох и тернослива. В ходе раскопок обнаружены также костные останки таких животных, как месопотамская лань, коза, овца, муфлон и свинья, реже встречаются благородный олень, косуля, лошадь и собака, однако отсутствует рогатый скот.
Средняя продолжительность жизни была низкой и составляла около 34 лет, была высока детская смертность.
В 2004 г. были обнаружены останки кота, умершего в возрасте 8 месяцев в эпоху неолита, погребённые вместе с останками хозяина. Возраст могилы составляет 9500 лет, то есть она является более древней, чем египетская цивилизация, где произошло массовое одомашнивание кошек.

### Керамический неолит
Докерамический период в истории Кипра закончился достаточно резко около 6000 г. до н. э. За ним последовало отсутствие каких-либо культур в течение почти 1500 лет. По всей видимости, одной из решающих причин этого стало изменение климата — глобальное похолодание 6200 лет до н. э. — которое на севере Африки привело к сильной засухе и превращению до тех пор зелёной Сахары в пустыню. Вопрос о том, что происходило на Кипре в указанный период, всё ещё является предметом дебатов среди археологов.
Климат вновь стал более влажным лишь около 4500 г. до н. э. Именно в это время на острове появились памятники керамического неолита. В это время на Кипр прибывают новые поселенцы. Основным поселением, воплощающим большинство характеристик данного периода, являлась Сотира у южного побережья Кипра. Для следующей керамической стадии Сотиры (неолит II) характерны монохромные сосуды с гребневой декорацией. К этому же этапу относятся обнаруженные в Сотире около 50 домов, обычно с единственной комнатой, где располагался очаг, скамейки, платформы и отсеки для различных работ. Дома в основном стояли отдельно друг от друга, имели относительно тонкие стены, обычно имели квадратное сечение с закруглёнными углами. Подпрямоугольные дома состояли из двух или трёх помещений. В Хирокитии поверх докерамического слоя обнаружены останки фазы Сотира. Сотирская керамика также обнаружена в наиболее ранних слоях в Эрими. На севере острова керамические слои Трулли, возможно, синхронны слоям Сотиры на юге.
Для позднего неолита характерна керамика с росписью красным по белому. В поздненеолитическом поселении Калавассос-Памбулес дома частично погружены в землю.

### Меднокаменный век (халколит)
Неолитическая культура II была уничтожена землетрясением около 3800 г. до н. э. В возникшем после этого обществе отсутствуют явные признаки пришельцев — напротив, несмотря на последствия катастрофы, имеются признаки непрерывности традиции, постепенного зарождения новых признаков медно-каменного века, которые окончательно оформились около 3500 г. до н. э. и продолжались примерно до 2500/2300 г. до н. э.
Впервые появляются металлические изделия. До нас дошло очень небольшое количество зубил, крючков и декоративных изделий из чистой меди, но в одном из них есть небольшая примесь олова, что, возможно, указывает на связи с Анатолией, где производство меди возникло ранее.
В период халколита произошли важные изменения наряду с появлением новых достижений в технологии и искусстве, особенно ближе к концу медного века. Такие признаки, как появление резных печатей, сильно варьирующиеся размеры жилищ, указывают на развитый институт права собственности и закрепление социальной иерархии. На те же социальные изменения указывают и погребения, поскольку некоторых покойников погребали в могилах без погребальных приношений, а некоторых — в шахтовых могилах с относительно богатыми приношениями, что свидетельствует о социальном расслоении и накоплении богатства определёнными семьями.
Медный век (энеолит/халколит) состоит из фаз Эрими (халколит I) и Амбелику/Айос-Георгиос (халколит II).
Типовым памятником халколитического периода I является Эрими на южном побережье острова. Местная керамика имеет роспись красным по белому с линейными и флористическими декоративными мотивами. Распространены изделия из камня (стеатит) и глины с распростёртыми руками. В Эрими обнаружено медное зубило — наиболее древнее найденное на Кипре медное изделие. Ещё одним важным археологическим памятником эпохи халколита является Лемба.
Конец халколита наступил в разных частях Кипра не одновременно. В области Пафоса он задержался, в то время как на севере Кипра уже наступил бронзовый век.

## Бронзовый век

### Ранний бронзовый век
Новый этап в истории острова связан с прибытием мигрантов из Анатолии около 2400 г. до н. э., известных как археологическая культура Филия — наиболее ранняя культура бронзового века на острове. Памятники данной культуры обнаружены на территории почти всего острова.
Поскольку новоприбывшие владели искусством обработки меди, вскоре они переселились ближе к так называемому медному поясу острова, то есть у возвышенности Троодос. Это движение отражает повысившийся интерес к сырью, которое в течение многих последующих столетий будет ассоциироваться с Кипром.
С культурой Филия связана быстрая трансформация технологии и экономики. Среди характерных нововведений, связанных с этим горизонтом — прямолинейные глинобитные здания, плуг, ткацкий станок, глиняные подставки для посуды и др. Вновь появляется крупный рогатый скот, а также ослы.
Из поселений раннего бронзового века археологами раскопаны Марки Алония, Сотира Каминудия и ряд других. Известно также множество некрополей, наиболее важным из которых был Беллапаис Вунус на северном побережье.

### Средний бронзовый век
Средний бронзовый век (1900—1600 годы до н. э.) — относительно краткий период, и его ранний этап отмечен мирным развитием. Этот этап известен по нескольким раскопанным поселениям — Марки-Алония, Аламбра-Муттес и Пиргос-Маврораки. Они являются свидетельствами экономики и архитектуры указанного периода.
По раскопкам в Аламбре и Марки в центральном Кипре нам известно, что дома того периода были прямоугольными, с большим количеством комнат, в посёлках имелись улицы, обеспечивавшие свободное передвижение людей. В конце среднего бронзового века в различных местах сооружаются крепости, что явно свидетельствует о неспокойной обстановке того времени, причина которой, однако, не установлена.
Наиболее важными некрополями были Беллапаис, Лапифос, Калавасос и Дения. Крупная коллекция керамики бронзового века была найдена в некрополе Дения и в настоящее время представлена в Интернете.
Древнейшие известные до настоящего времени медные мастерские раскопаны в Пиргос-Маврораки, в 90 км к юго-западу от Никосии. В то время Кипр был известен под названием Аласия (Алашия), которое дошло до нас в египетских, хеттских, ассирийских и угаритских документах.

### Поздний бронзовый век
Начало позднего бронзового века не отличается от последних лет предыдущего периода. Обстановка в это время была напряжённая и беспокойная, что было, возможно, связано со столкновениями с гиксосами, которые правили Египтом в то время, но были изгнаны оттуда в середине 16 в. до н. э. Вскоре после этого в Восточном Средиземноморье возобладал мир, ознаменованный расцветом торговых отношений и ростом городских центров. Ведущее положение среди этих городов занимал Энкоми, предшественник современного города Фамагуста, хотя на южном побережье также возникло несколько других портов. Около 1500 г. до н. э. Тутмос III предъявил претензии Кипру и наложил на него дань.
Первой письменностью на Кипре было кипро-минойское письмо, потомок или ближайший родственник критского линейного письма А. Первые памятники кипро-минойского письма относятся к ранним стадиям позднего бронзового века (LCIB, 14 в. до н. э.). Письмо продолжали использовать в течение примерно 400 лет вплоть до периода LC IIIB, вероятно, до второй половины 11 в. до н. э. Потомком письма, очевидно, является кипрское письмо.

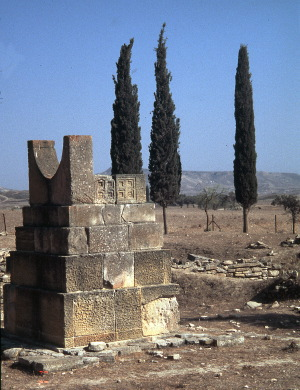
Рогатый алтарь (символизм, характерный для минойской культуры) в Пигадесе

Позднекипрский период IIC (LC IIC (1300—1200 гг. до н. э.) был периодом местного процветания. Города были перестроены, их планы стали напоминать прямоугольную сетку, так, что городские ворота располагались примерно по осям координатной сетки. Многочисленные крупные сооружения, в том числе вновь сооружённые, выходили фасадами на улицы городов.
Крупные официальные здания, сооружённые из штучного кирпича, указывают на возросшее социальное расслоение и усиление власти. В некоторых из этих зданий располагались помещения для переработки и хранения оливкового масла, например, в Маруни-Вурнес и в здании X в Калавассос-Айос Димитриос. Археологи обнаружили ряд храмов, относящихся к данному периоду: кирпичный алтарь в виде рогов быка в Мирту-Пигадесе, храмы в Энкоми, Китионе и Куклии (Палеа-Пафосе). Как прямоугольная планировка улиц, так и используемые технологии кладки зданий имеют параллели в Сирии, в особенности в Рас-Шамре (Угарит).
Прямоугольные гробницы с ложными сводами также указывают на связи с Сирией и Палестиной.
Памятники кипро-минойского письма были обнаружены не только на Кипре, но и на территории Угарита. В свою очередь, угаритские клинописные тексты из Рас-Шамры и Энкоми упоминают Йа (ассирийское название Кипра, использовавшееся уже в конце бронзового века).
Аласия (так в те времена назывался Кипр) была государством-клиентом Хеттского царства. Такой статус позволил Кипру избежать вторжений и внешнего вмешательства. Кипр подчинялся царям, правившим в Угарите. Тем не менее, в годы правления Тудхалии хетты на краткое время вторглись на остров, то ли для защиты медных ресурсов, то ли в качестве превентивной меры против пиратства. Вскоре после этого остров вновь был завоёван его сыном около 1200 г. до н. э. В некоторых городах (Энкоми, Китион, Палеокастро и Синда) имеются следы разрушений, относящиеся к концу периода LC IIC. Пауль Астрём (Paul Aström) предположил, что первая волна разрушений, около 1230 г. до н. э., связана с вторжением народов моря, а вторая, около 1190—1179 г. до н. э., связана с беженцами из Эгейского региона. Некоторые небольшие поселения (Айос-Димитриос и Коккинокремнос) были заброшены, но следов разрушений в них нет.
Во время кратковременного мира, последовавшего за этими разрушениями, Кипр достиг беспрецедентного процветания и играл достаточно независимую роль в разногласиях между державами Средиземноморья. Богатые находки, связанные с данным периодом, свидетельствуют о развитой торговле с другими странами. Ювелирные изделия и другие предметы роскоши эгейского происхождения, а также керамика свидетельствуют о тесной связи между Кипром и Эгеидой, но в то же время встречаются и многочисленные изделия ближневосточного происхождения.
На последнем этапе позднего бронзового века (LCIIIA, 1200—1100 гг. до н. э.) на Кипре производилось своими силами большое количество керамики микенского типа IIIC:1b. Среди новых архитектурных характеристик, появившихся в этот период — циклопические стены, характерные также для Микенской Греции, и определённый тип прямоугольных ступенчатых капитолиев, эндемичных для Кипра. Камерные гробницы уступают место шахтовым гробницам.
Таким образом, многие специалисты считают, что Кипр был населён микенскими греками к концу бронзового века. В последние годы, однако, эта точка зрения всё чаще подвергается критике, поскольку на большинстве территорий отсутствует явный разрыв в материальной культуре между эпохами LCIIC (1400—1200 гг. до н. э.) и LCIII. Большое количество керамики IIIC:1b было обнаружено среди палестинских находок, относящихся к тому же периоду. Ранее эти находки интерпретировались как свидетельство вторжения на Кипр «народов моря», упомянутого в египетских источниках, однако может рассматриваться и как свидетельство аборигенного развития, увеличения торговых контактов между Кипром и Критом.
Имеются находки, указывающие на тесную связь также с Древним Египтом. В Хала-Султан-Текке была обнаружена египетская керамика, в частности, амфоры для вина с картушем Сети I и кости нильского окуня.
Считается, что ещё одно греческое вторжение произошло в следующем столетии (LCIIIB, 1100—1050 гг. до н. э.). на него указывает, в частности, новый тип погребений (длинные дромосы) и микенское влияние в украшении керамики.
По мнению большинства авторов, кипрские города-государства, впервые упомянутые в документах 8 в. до н. э., были основаны уже в 11 в. до н. э. Другие исследователи полагают, что в период 12-8 вв. происходил процесс медленного нарастания сложности социального устройства, основанного на сети вождеств. В 8 в. до н. э. (геометрический период) резко возрастает количество поселений, впервые появляются монументальные гробницы, такие, как «царские» гробницы в Саламине. Это, по-видимому, свидетельствует о появлении на Кипре царств.

## Железный век
Железный век следует за субмикенским периодом (1125—1050 гг. до н. э.) или поздним бронзовым веком, и делится на несколько этапов, аналогичных этапам материковой Греции:
- геометрический период: 1050—700 гг. до н. э.
- архаический период: 700—525 гг. до н. э.

В железном веке Кипр становится преимущественно греческим по своему населению. Форма керамики и стили вазописи указывают на эгейское влияние, хотя временами проскальзывают и ближневосточные мотивы. Типы керамики также соответствуют типам других средиземноморских культур, как видно из археологических открытий в Кидонии, важном городском центре древнего Крита.
Появление новых погребальных обычаев — вырубленные в скале гробницы с длинными «дромосом» (наклонным ходом от входа во внутреннюю камеру), а также новых религиозных верований свидетельствуют о притоке новых поселенцев из Эгейского региона. В пользу этой же точки зрения говорит появление застёжки-булавки, что говорит о новой моде в одежде, а также имя, нацарапанное на бронзовой шпильке из Пафоса и датируемое между 1050—950 гг. до н. э.
Мифы об основателях, записанные классическими авторами, связывают основание многочисленных городов Кипра с греческими героями, мигрировавшими в результате Троянской войны. Например, Тевкр, брат Аякса, считается основателем Саламина, а Агапенор Тегейский из Аркадии, как считается, сменил местного правителя Кинира и основал Пафос. Некоторые учёные рассматривают эти мифы как указание на греческую колонизацию уже в 11 в. до н. э. К 11 в. относится гробница 49 из Палеа-Пафоса-Скалеса, где найдены 3 бронзовых обелиска с надписями кипрским письмом, в одной из которых упоминается имя Офелтас (Opheltas). Это первый на острове памятник греческого языка, записанный кипрским письмом, которое на острове продолжали использовать до 3 в. до н. э..
Кремация как погребальный ритуал также занесена на Кипр греками. Первое кремационное погребение в бронзовых сосудах обнаружено в Курион-Калоризики, гробница 40, и датируется первой половиной 11 в. до н. э. (LCIIIB). В шахтовой гробнице обнаружены два бронзовых треножника, остатки щита и золотой скипетр. Ранее гробница считалась погребением царя из числа первых аргивских основателей Куриона, а в настоящее время рассматривается как погребение либо киприота, либо финикийского князя. Покрытие верхней части скипетра в стиле перегородчатой эмали (клуазонне) с двумя соколами в навершии не имеет параллелей в эгейском мире, но представляет собой явный результат египетского влияния.
В VIII веке до н. э. на острове появляются многочисленные финикийские колонии, такие, как Карт-Хадашт («новый город»), Ларнака и Саламин. На древнейшем некрополе Саламина обнаружены погребения детей в пифосах ханаанского стиля, что явно свидетельствует о присутствии на острове финикийцев уже в период LCIIIB (11 в. до н. э.). Подобные же погребения в пифосах обнаружены на некрополях в Курион-Калоризики и в Палеа-Пафосе-Скалесе близ Куклии. В Скалесе обнаружено множество изделий, импортированных из Леванта, а также местных кипрских изделий, имитирующих левантские, что указывает на финикийскую экспансию ещё до конца 11 в. до н. э.
Также в 8 в. до н. э. отмечается значительный рост достатка жителей Кипра. Вновь растут связи острова с Востоком и Западом, что содействует его экономическому процветанию. О богатстве жителей острова свидетельствуют так называемые «царские гробницы» в Саламине, которые хотя и были разграблены, но сохранили следы роскоши погребений. В дромосы гробниц помещались принесённые в жертву кони, бронзовые треножники и огромные котлы, украшенные сиренами, грифонами и т. д., колесницы с украшениями и конская сбруя, кровати из слоновой кости и искусно украшенные троны.
В конце 8 в. до н. э. по всему греческому миру распространяются поэмы Гомера, «Илиада» и «Одиссея». Эти поэмы повлияли, в частности, на греческие погребальные обряды. Следы такого влияния археологи находят и в Саламине, где в могилы умершим вкладывали вертел и дрова, чтобы те в загробном мире могли приготовить себе мясо. Аналогичная практика была распространена в то время в Аргосе и на Крите, что напоминает события из поэмы, когда Ахиллес использовал подобное же устройство в своей палатке, развлекая греческих героев. Также в погребениях Саламина обнаружены следы масла и мёда, которые Гомер упоминал как погребальные приношения.
Также Гомер описывает, как при погребении Патрокла его погребальный костёр был потушен вином. Пепел покойного был тщательно собран, завёрнут в кусок материи и помещён в золотую урну. В Саламине пепел погребённого также заворачивался в кусок ткани и помещался в бронзовый котёл. Таким образом, несмотря на сильные восточные влияния, на Кипре в тот период доминировали греческие традиции.
Античность завершает доисторический период Кипра, поскольку в это время появляется большое количество письменных источников о Кипре — сначала ассирийских, затем греческих и римских.